# 1996년 미국 상원의원 선거
1996년 미국 상원의원 선거는 1996년 11월에 치른 미국의 상원의원 선거이다.